# Eriococcus sophorae
Eriococcus sophorae är en insektsart som beskrevs av Green 1929. Eriococcus sophorae ingår i släktet Eriococcus och familjen filtsköldlöss. Inga underarter finns listade i Catalogue of Life.